# Insolvens
 Denne artikel bør gennemlæses af en person med fagkendskab for at sikre den faglige korrekthed.

Insolvens betegner den situation, hvor en person eller virksomhed ikke er i stand til at betale deres løbende forpligtelser. Der skelnes mellem to grader af insolvens. Den milde form er teknisk insolvens, hvor vedkommende stadig er i stand til at overholde sine forpligtelser overfor långiverne, og egentlig insolvens, hvis dette ikke er tilfældet, og situationen derfor leder til en konkurs.

## Teknisk insolvens
Betydningen af teknisk insolvens afhænger af forholdene: Det er enten en indikator for alvorlige problemer som kan føre til egentlig insolvens, eller det er måske fuldstændigt acceptabelt. Det er muligt at være teknisk insolvent og stadig være i stand til at leve op til sine forpligtelser overfor långiverne. Det er også muligt at være teknisk solvent og ude af stand til det. Dette er fordi teknisk insolvens er baseret på regnskabet og ikke tager hensyn til cash-flowet. Dertil kommer at de bogførte værdier er meget forskellige fra markedsværdien.

### Hvornår leder teknisk insolvens til insolvens?
Et simpelt eksempel på teknisk insolvens som ikke fører til egentlig insolvens ville være en person, som har negativ egenkapital i en belånt ejendom, ingen andre aktiver, men en indtægt som er tilstrækkelig til at han kan servicere lånet. En virksomhed kan også blive teknisk insolvent gennem tilsvarende fald i egenkapitalen eller gennem store udgifter, som ikke kan kapitaliseres, som f.eks forskning, men stadig være solvent fordi der er et cashflow. 
På den anden side kan en virksomhed som er teknisk solvent, men som ikke længere er profitabel, nemt blive insolvent. Gensalgsværdien af aktiver er ofte langt lavere end deres bogførte værdi. I nogle sektorer, som f.eks indenfor bankvæsenet, kan det ofte være nyttigt at tage med i overvejelserne om en virksomhed ville være teknisk solvent, hvis alle dens aktiver blev realiseret på markedet.
Juridisk set byder teknisk insolvens ikke på nogen problemer i sig selv (i Danmark). En person kan kun erklæres konkurs af retten efter anmodning fra ham selv eller en kreditor, som ikke har fået sine penge. En teknisk insolvent virksomhed er fri til at fortsætte med at handle så længe som ledelsen med rimelighed mener at firmaet kan fortsætte med at betale sin gæld, og så længe at en ikke-betalt kreditor ikke anvender domstolene til at gennemtvinge en likvidation.
En person eller en virksomhed er insolvent, hvis vedkommende ikke kan opfylde sine forpligtelser, efterhånden som de forfalder, og betalingsudygtigheden ikke må antages at være forbigående (vedkommende er illikvid).

## Ejendomsmarkeds-korrektionens betydning for teknisk Insolvens
Da boligboblen på det danske ejendomsmarked begyndte at briste i andet kvartal af 2007 var kun omkring 10.000 danske boligejere teknisk insolvente. I slutningen af januar 2009 var dette tal vokset til 120.000.  80 % af de teknisk insolvente befandt sig medio 2009 i København og Nordsjælland, mod 30 % to år tidligere. Den samlede friværdi faldt med 360 mia. kr. fra 2008 til 2009.

## Fodnoter
1. ↑  insolvens på lex.dk
2. ↑  Technical Insolvency – Moneymatters
3. ↑  jf. Konkurslovens § 17, stk. 2
4. ↑  "Børsen, 27. januar 2009". Arkiveret fra originalen 14. februar 2009. Hentet 3. juli 2009.
5. ↑  Jyllandsposten, 3. juli 2009